# Stephane Emaná
Stephane Onesime Emaná Edzimbi (Yaundé, Camerún, 17 de junio de 1994) es un futbolista camerunés. Juega como delantero y compite en el Xerez DFC de la Segunda Federación. Es hermano del también futbolista Achille Emaná.

## Trayectoria
Stephane Emaná se formó en las categorías inferiores del Real Betis Balompié, y el Xerez Club Deportivo, con el que llegaría a debutar en Segunda División de España con tan solo dieciocho años.
En 2013 firmó por el filial del Gimnàstic de Tarragona, y en enero de 2016 disputó su primer partido con el primer equipo, formando dupla en la delantera con su hermano Achille Emaná. Durante las siguientes jornadas Stephane combinaría participaciones con la Pobla de Mafumet y el Nàstic, hasta que se hace con una ficha en el plantel del primer equipo grana. Posteriormente pasaría por el Atlético de Madrid "B", en calidad de cedido, y el Hércules de Alicante lo ficharía en propiedad en 2018.
En verano de 2019 recaló en el Club Deportivo Ebro de la ciudad de Zaragoza, conjunto que competía en la Segunda División B. El 12 de octubre de 2020 firmó como jugador del Valencia Club de Fútbol Mestalla que militaba en la misma categoría.
En 2021 fichó por el C. D. Teruel, donde jugó durante dos temporadas con unos números de 64 partidos en los que anotó 13 goles, además de conseguir un ascenso a Primera Federación en la segunda de ellas. Siguió compitiendo en la Segunda Federación después de firmar el 7 de julio de 2023 por el Águilas F. C. y el 27 de agosto de 2024 por el Salamanca C. F. UDS.

## Clubes
| Club                    | País   | Año       |
| ----------------------- | ------ | --------- |
| Xerez C. D. "B"         | España | 2011-2013 |
| Xerez C. D.             | España | 2013      |
| C. F. Pobla de Mafumet  | España | 2013-2016 |
| Gimnàstic de Tarragona  | España | 2014-2018 |
| Atlético de Madrid "B"  | España | 2018      |
| Hércules C. F.          | España | 2018-2019 |
| C. D. Ebro              | España | 2019-2020 |
| Valencia C. F. Mestalla | España | 2020-2021 |
| C. D. Teruel            | España | 2021-2023 |
| Águilas F. C.           | España | 2023-2024 |
| Salamanca C. F. UDS     | España | 2024-2025 |